# Rotacker
Rotacker  gehört als Ortsteil der Ortschaft Stadt Hasselfelde zur Stadt Oberharz am Brocken im Landkreis Harz in Sachsen-Anhalt. Einen Großteil der Ortslage bildet das Feriendorf Blauvogel.

## Geographie
Rotacker liegt im westlichen Unterharz. Südlich des Ortes beginnt ein ausgedehntes, geschlossenes und sehr dünn besiedeltes Waldgebiet, das bis ins nördliche Thüringen reicht, während sich im Norden eine landwirtschaftlich genutzte Hochfläche befindet, auf der die Orte Trautenstein, Hasselfelde und Stiege liegen. Durch Rotacker fließt der Sellegraben, ein rechter Zufluss der Hassel, welcher etwa 600 Meter südlich des Ortes aus einem größeren Quellgebiet auf über 530 m Höhe entsteht.
Folgende Orte liegen in der Umgebung von Rotacker:
| - Rübeland im Norden - Hasselfelde im Nordosten - Allrode im Osten - Stiege im Ostsüdosten | - Breitenstein im Südosten - Birkenmoor im Süden - Sophienhof im Südsüdwesten - Rothesütte im Südwesten | - Benneckenstein im Westsüdwesten - Trautenstein im Westen - Königshütte im Nordwesten - Susenburg im Nordnordwesten |

## Wirtschaft und Infrastruktur
Der Ort wird vom Tourismus geprägt. Das als Naturerlebnisdorf bezeichnete Feriendorf Blauvogel im Südwesten besteht aus über 30 Holzdoppelhäusern. Daneben gibt es im Ort ein Hotel und mehrere Einkehrmöglichkeiten. Östlich der Bundesstraße liegen zudem der von einem Angelsportverein genutzte Hoyerteich und nördlich davon ein Badesee mit Spielplatz am Ufer. Daran schließt sich im Nordosten die Siedlung Quastberg mit etwa 50 Häusern an. Ein weiteres Wohngebiet mit ebenfalls etwa 50 Einfamilienhäusern im Südwesten schließt sich östlich an das Naturerlebnisdorf an. Im Südosten in nur wenigen hundert Metern Entfernung liegt zudem ein von Wald umgebener Sportplatz.

### Verkehrsanbindung
Rotacker liegt an der Bundesstraße 81, die Hasselfelde in weniger als zwei Kilometern Entfernung mit Ilfeld und Netzkater in Thüringen im Südsüdwesten verbindet.

## Geschichte
Das Feriendorf Blauvogel entstand in den 1990er-Jahren nach der Wiedervereinigung Deutschlands.

### Hoyerteich und Waldseebad
Der Hoyerteich wurde 1913 künstlich aufgestaut. Er wurde nach dem damaligen Bürgermeister von Hasselfelde benannt, der für seine Entstehung verantwortlich ist. Das Gewässer diente der Trinkwassergewinnung, dem Hochwasserschutz und der Versorgung des Waldseebads. Nach zunehmender Verlandung wurde der Teich in den 1990er Jahren renaturiert, sodass er heute eine Fläche von etwa einem Hektar und eine maximale Tiefe von vier Metern erreicht.
Das benachbarte Waldseebad erreicht nahezu dieselbe Größe wie der Hoyerteich. Beide Gewässer werden vom Sellegraben gespeist.